# 紹伯施泰因山

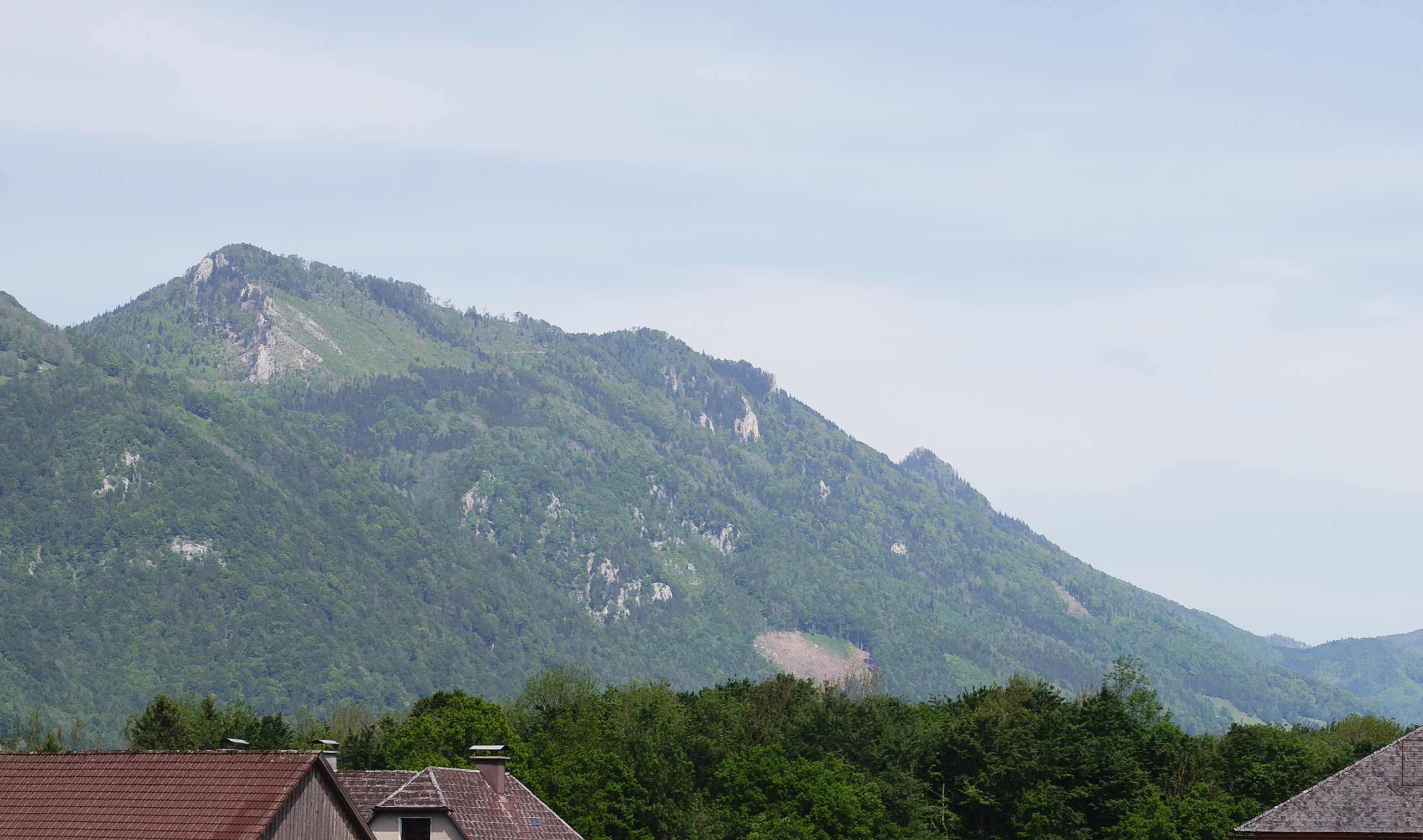

47°54′20″N 14°19′31″E / 47.90556°N 14.32528°E
紹伯施泰因山（德語：Schoberstein），是奧地利的山峰，位於該國北部，由上奧地利州負責管轄，屬於上奧地利前阿爾卑斯山脈的一部分，處於特恩貝格和莫爾恩之間，海拔高度1,285米。